# HD 90957
HD 90957，又名CD-29 8381，SAO 178888、HR 4117，是一颗恒星，视星等为5.58，位于銀經269.46，銀緯23.83，其B1900.0坐标为赤經10h 24m 51.7s，赤緯-29° 23.83′ 8″。